# WTA Lausanne
Das WTA Lausanne (offiziell: Ladies Open Lausanne, 2019 Ladies Championship Lausanne) ist ein Damen-Tennisturnier der WTA, das 2019 erstmals in Lausanne in der Schweiz ausgetragen wurde. Lausanne übernahm 2019 die Turnierlizenz von Gstaad. Spielort ist der Tennis Club Stade-Lausanne.

## Siegerliste

### Einzel
| Jahr                         | Siegerin                                   | Finalgegnerin                              | Ergebnis                                   |
| ---------------------------- | ------------------------------------------ | ------------------------------------------ | ------------------------------------------ |
| ↓ Kategorie: International ↓ |                                            |                                            |                                            |
| 2019                         | Fiona Ferro                                | Alizé Cornet                               | 6:1, 2:6, 6:1                              |
| 2020                         | aufgrund der COVID-19-Pandemie ausgefallen | aufgrund der COVID-19-Pandemie ausgefallen | aufgrund der COVID-19-Pandemie ausgefallen |
| ↓ Kategorie: 250 ↓           |                                            |                                            |                                            |
| 2021                         | Tamara Zidanšek                            | Clara Burel                                | 4:6, 7:65, 6:1                             |
| 2022                         | Petra Martić                               | Olga Danilović                             | 6:4, 6:2                                   |
| 2023                         | Elisabetta Cocciaretto                     | Clara Burel                                | 7:5, 4:6, 6:4                              |

### Doppel
| Jahr                         | Siegerinnen                                | Finalgegnerinnen                           | Ergebnis                                   |
| ---------------------------- | ------------------------------------------ | ------------------------------------------ | ------------------------------------------ |
| ↓ Kategorie: International ↓ |                                            |                                            |                                            |
| 2019                         | Anastassija Potapowa Jana Sisikowa         | Monique Adamczak Han Xinyun                | 6:2, 6:4                                   |
| 2020                         | aufgrund der COVID-19-Pandemie ausgefallen | aufgrund der COVID-19-Pandemie ausgefallen | aufgrund der COVID-19-Pandemie ausgefallen |
| ↓ Kategorie: 250 ↓           |                                            |                                            |                                            |
| 2021                         | Susan Bandecchi Simona Waltert             | Ulrikke Eikeri Valentini Grammatikopoulou  | 6:3, 6:73, [10:5]                          |
| 2022                         | Olga Danilović Kristina Mladenovic         | Ulrikke Eikeri Tamara Zidansek             | kampflos                                   |
| 2023                         | Anna Bondár Diane Parry                    | Amina Anschba Anastasia Dețiuc             | 6:2, 6:1                                   |